# Enneapogon asperatus
Enneapogon asperatus är en gräsart som beskrevs av Charles Edward Hubbard. Enneapogon asperatus ingår i släktet Enneapogon och familjen gräs. Inga underarter finns listade i Catalogue of Life.